# 語
語（ご）、単語（たんご）とは、一つ以上の形態素から構成される、言語の構成単位の一つである。語が集まることで句、節、文が作られる。語の先頭を語頭（ごとう）、末尾を語末（ごまつ）、その中間を語中（ごちゅう）という。

## 概説
語は複数の語形を持つことがある。これは屈折語に顕著である。例えばドイツ語の動詞 lieben は、現在形に「 liebe, 」・「liebst,」・「liebt,」・「lieben」の4種類がある。
また多総合語では、多くの接辞がつながって、一つの語が文に当たる内容を持てる。たとえばユピク語の「 angyaghllangyugtuq 」は「彼は大きな船を手に入れたい」という意味の語である。
用語は、発声された語や書かれた語、または、いずれかの背後にある抽象的な概念を指す場合もある。
日本語文法では自立語・付属語という名前の「語」があるが、これらは言語学的には語よりも細かい形態素であり、語に相当するのはむしろ文節のほうが近い。また、付属語は言語学的には接語あるいは接辞である。
一般に表音文字を使う場合、語の切れ目を空白などで示す。しかし空白は必ずしも語の切れ目ではない。例えば英語の「 ice cream 」は2語のように書かれるが、固定した独自の意味があり、間に他の形態素を入れたり順番を変えたりできないので、1 語である。固有名詞もまた、どれほど長くても 1 語である。空白は語の中で最上位の形態素の切れ目ですらないこともある。例えば英語の複合語「 New Yorker 」は「 New York 」と「 -er 」からなるのであり、「 New 」と「 Yorker 」からなるのではない。
文字一つ一つがある特定の語に対応する文字のことを表語文字と呼び、漢字などがその代表例である。

## 定義・用法
語の厳密な定義は各言語によるが、一般に以下の性質がある。
1. 発音上、まとまっている（接語を除く）。
2. 意味を変えずに分割できない（接中辞、分離接辞を含む語を除く）。
3. 単独で質問の答になり得る（機能語を除く）。

たとえば日本語の辞典で、「考えた」「考えない」「考えれば」「考えろ」などとは記載されず、「考える」だけが記載される。これは「考える」という項目によって代表すればその他の意味・用法は分かるという前提をおいているためで、このような意味の「語」は語彙を構成するため、特に区別するには語彙素（lexeme）と呼ぶ。対照的に、「考えた」「考えない」「考えれば」「考えろ」を、形が異なっているために違った「語」として区別するには語形（word form）と呼ぶ。語彙素であることを示すために《考える》、語形であることを示すために〈考える〉のように山括弧で区別する。
テクストの語彙統計の研究などで、述べ語数と異なり語数を対比することがある。テクストの中に同じ語形が現れても複数回カウントするのが述べ語数で、1回のみ数えるのが異なり語数である。一般に異なり語数の意味では語彙素を指しているが、異なる語形の数を指す場合もあり、分析には厳密に区別する必要がある。
語彙素は、語形より一段抽象的な概念であると整理することができる。つまり、動詞《考える》は、語形〈考える〉〈考えた〉〈考えて〉〈考えない〉などを要素とする集合であるし、形容詞《長い》は、語形〈長い〉〈長く〉〈長かった〉〈長ければ〉などを要素とする集合であると考えられる。《考える》や《長い》のように複数の語形からなる語彙素は活用する語であるといい、一つ一つの語形を活用形という。名詞《目玉》や副詞《じっと》は一つの語形だけを要素とする語彙素であると考えられる。

## 分類
言語学では語は独立して発声できる最小の単位である。文法的な役割を持つ語を機能語、一般的な意味を持つ語を内容語という。一つの形態素からなる語を単純語、複数の形態素からなる語を合成語という。

## 形態論
「高い」「高さ」や「横」「横切る」には、形態と意味のそれぞれに密接な関係がある。これは、形態素（taka-, yoko）を共有しているためである。形態素を共有するのは2語とは限らず、たとえば「長い」「長さ」「長め」「長持ち」「面長」は形態素 naga-を共有し、「長さ」「高さ」「重さ」「広さ」「熱さ」「ひどさ」は形態素-saを共有する。
次に挙げる語形は、形態素 taka- を共有していても、3つの語彙素（a.《高い》、b.《高める》、c.《高ぶる》）に跨っている。
1. a. 高い、高かった、高ければ、高く、高くて、高くない、…
2. b. 高める、高めた、高めれば、高め、高めて、高めない、…
3. c. 高ぶる、高ぶった、高ぶれば、高ぶり、高ぶって、高ぶらない、…

語と語の関係のあり方や語形の内部での形態素の結びつきを研究する言語学の領域を、形態論と呼ぶ。